# Les Phéniciennes
Pour l’article homonyme, voir Les Phéniciennes (Sénèque).
Les Phéniciennes (en grec ancien Φoινίσσαι / Phoiníssai, en latin Phœnissæ) est une tragédie grecque d'Euripide écrite entre 411 et 408 av. J.-C..
Euripide y reprend le thème abordé par Eschyle dans Les Sept contre Thèbes : la lutte fratricide d'Étéocle et de Polynice, tous deux fils d'Œdipe, pour la possession du royaume de Thèbes. L'apport original d'Euripide est que Jocaste, mère d'Étéocle et de Polynice, est toujours vivante ainsi que leur père, Œdipe, qui, s'étant percé les yeux, vit reclus dans le palais royal.
Cette tragédie doit son titre à la composition du chœur, formé de jeunes femmes de Phénicie qui, destinées à entrer au service d'Apollon à Delphes et ayant fait halte à Thèbes, sont bloquées dans celle-ci par la guerre.

## Argument
À la tête d'une armée puissante, Polynice arrive d'Argos pour reprendre le pouvoir sur la ville de Thèbes, conformément à un accord de règne tournant conclu avec son frère. Étéocle refuse de lui rendre le trône, et ce, malgré une ultime tentative de conciliation menée par Jocaste. Avant le combat, Étéocle confie à son oncle Créon, frère de Jocaste, la conduite de la ville et lui demande de chercher conseil auprès du devin Tirésias. Enfin, il interdit que le corps de Polynice repose en terre thébaine.

Tirésias déclare à Créon que la ville sera sauvée si son fils, Ménécée, est sacrifié. Créon refuse d'accomplir ce sacrifice et prépare la fuite de son fils. Cependant, celui-ci se sacrifie, conscient de l'importance de sauver la ville. Le combat tourne à l'avantage des Thébains et l'assaut argien contre les murailles est repoussé. Étéocle propose alors un combat singulier à Polynice. Les deux frères s'entretuent. Jocaste et Antigone, averties du combat, arrivent trop tard. Jocaste, de désespoir, se suicide sur les corps de ses fils. Antigone ramène les trois dépouilles devant le palais royal. Là, au comble du désespoir, elle appelle à son aide Œdipe qui sort du palais. Créon alors rappelle l'ordre d'Étéocle interdisant des funérailles à Polynice et ordonne à Œdipe de quitter définitivement Thèbes, le considérant comme la cause de tous les malheurs s'étant abattus sur la ville. Antigone proteste et, tenant tête à Créon, affirme qu'elle donnera une sépulture à Polynice, dût-elle en mourir, et accompagnera son père en exil.

## Thèmes politiques
Dans cette tragédie, Euripide montre à ses contemporains le danger de l'ambition, qui peut mettre en péril la vie de la cité. Il a été fait un rapprochement entre le personnage de Polynice, un exilé en guerre contre sa patrie afin de pouvoir y rentrer, et Alcibiade qui, au moment de l'écriture de la pièce, s'était rapproché des Perses pour tenter de rentrer à Athènes.

## Comparaison avecLes Sept contre Thèbesd'Eschyle
Près de 60 ans séparent les deux tragédies. Une étude comparative permet de montrer à la fois l’évolution du style de la tragédie au cours du Ve siècle et les personnalités de leur auteur.
Les Phéniciennes  montre l’affaiblissement du chœur au fur et à mesure de l’évolution chronologique de la tragédie grecque. Dans les Sept, le chœur est constitué de femmes de la ville qui redoutent directement la prise de la ville par Polynice. Elles sont partie prenante de la guerre, priant pour la sauvegarde de la cité, suivant au plus près le déroulement de la bataille par l’intermédiaire de messagers, enfin pleurant sur le sort d’Étéocle. Chez Euripide, le chœur est constitué de Phéniciennes seulement de passage à Thèbes. Son rôle est remplacé par une multitude de personnages qui n’apparaissent pas chez Eschyle : Jocaste, Créon, Œdipe, Polynice, Tirésias, Ménécée. Conformément au style d’Euripide, ces personnages contribuent à étoffer l’intrigue de la pièce. Ils concourent à faire naître des espoirs, des attentes, des déceptions chez le spectateur : Jocaste veut réconcilier ses fils pour éviter la perte de la cité, Tirésias peut sauver la ville, Créon ne veut pas sacrifier son fils, celui-ci se suicide, la ville est sauvée mais les deux frères ne sont pas morts, Jocaste part empêcher le combat final. La psychologie des personnages est développée par le fait que la souffrance est particulière à chaque personnage (Jocaste, Tirésias, Antigone) et non plus collectivement supportée par le chœur, par la cité.  Chez Eschyle, tout est plus simple, la pièce consiste à attendre le sort d’Étéocle. Eschyle, peu enclin à montrer la psychologie des personnages, développe ici un thème qui lui est cher : la justice.  Il nous montre, notamment lors de la description des sept chefs argiens, les excès de la démesure qui courroucent les dieux et entraînent la défaite. À travers Étéocle, il insiste aussi sur le destin des chefs qui sont responsables devant leur peuple et devant les dieux de leur décision.

## Sources
- Jacqueline de Romilly, La tragédie grecque, PUF, 2008  (ISBN 978-2-13-055872-9)
- Jacqueline de Romilly, Alcibiade, Editions Tallandier, coll. « Texto », 2008  (ISBN 978-2-84734-528-5)